# Premis Oscar de 1999
Els Premis Oscar de 1999 (en anglès: 72nd Academy Awards) foren presentats el dia 26 de març del 2000 en una cerimònia realitzada al Shrine Auditorium de Los Angeles.
L'esdeveniment fou presentat, per setena vegada, per l'actor i comediant Billy Crystal.

## Curiositats
La pel·lícula més nominada de la nit fou American Beauty de Sam Mendes, que amb 8 nominacions també fou la guanyadora de la nit amb cinc premis, entre ells millor pel·lícula, director, actor i guió original. The Cider House Rules de Lasse Hallström i El dilema de Michael Mann aconseguiren 7 nominacions, i si bé la primera aconseguí dos premis la segona fou la gran perdedora de la nit en no aconseguir cap premi. The Sixth Sense de M. Night Shyamalan, un dels grans èxits cinematogràfics de l'any, aconseguí 6 nominacions, però també marxà de la cerimònia sense cap premi.
Sam Mendes, amb la seva victòria com a millor direcció, es convertí en el sisè director en aconseguir aquest premi en la seva pel·lícula de debut. Kevin Spacey aconseguí el premi a millor actor principal, convertint-se en el desè actor o actriu en aconseguir sengles premis a actor principal o secundari. Angelina Jolie, per la seva part, amb la seva victòria com a actriu secundària per Innocència interrompuda i la del seu pare Jon Voight com a actor principal per Tornar a casa es convertiren en la segona família pare-filla que aconseguí aquesta fita després de Henry Fonda i Jane Fonda.

## Premis
A continuació es mostren les pel·lícules que varen guanyar i que estigueren nominades a l'Oscar l'any 1999:
| Millor pel·lícula | Millor direcció |
| --- | --- |
| - American Beauty (Bruce Cohen i Dan Jinks per a Jinks/Cohen Company i DreamWorks Pictures) - The Cider House Rules (Richard N. Gladstein per a FilmColony) - The Green Mile (Frank Darabont i David Valdes per a Castle Rock Entertainment/Warner Bros.) - The Insider (Pieter Jan Brugge i Michael Mann per a Touchstone Pictures) - The Sixth Sense (Frank Marshall, Kathleen Kennedy i Barry Mendel per a Hollywood Pictures i The Kennedy/Marshall Company | - Sam Mendes per American Beauty - Spike Jonze per Being John Malkovich - Lasse Hallström per The Cider House Rules - Michael Mann per The Insider - M. Night Shyamalan per The Sixth Sense |
| Millor actor | Millor actriu |
| - Kevin Spacey per American Beauty com a Lester Burnham - Russell Crowe per The Insider com a Jeffrey Wigand - Richard Farnsworth per The Straight Story com a Alvin Straight - Sean Penn per Acords i desacords com a Emmet Ray - Denzel Washington per The Hurricane com a Rubin Carter | - Hilary Swank per Boys Don't Cry com a Brandon Teena - Annette Bening per American Beauty com a Carolyn Burnham - Janet McTeer per Tumbleweeds com a Mary Jo Walker - Julianne Moore per El final de l'idil·li com a Sarah Miles - Meryl Streep per Music of the Heart com a Roberta Guaspari |
| Millor actor secundari | Millor actriu secundària |
| - Michael Caine per The Cider House Rules com a Dr. Wilbur Larch - Tom Cruise per Magnolia com a Frank T.J. Mackey - Michael Clarke Duncan per The Green Mile com a John Coffey - Jude Law per L'enginyós senyor Ripley com a Dickie Greenleaf - Haley Joel Osment per The Sixth Sense com a Cole Sear | - Angelina Jolie per Innocència interrompuda com a Lisa Rowe - Toni Collette per The Sixth Sense com a Lynn Sear - Catherine Keener per Being John Malkovich com a Maxine Lund - Samantha Morton per Acords i desacords com a Hattie - Chloë Sevigny per Boys Don't Cry com a Lana Tisdel |
| Millor guió original | Millor guió adaptat |
| - Alan Ball per American Beauty - Charlie Kaufman per Being John Malkovich - Paul Thomas Anderson per Magnolia - M. Night Shyamalan per The Sixth Sense - Mike Leigh per Topsy-Turvy | - John Irving per The Cider House Rules (sobre hist. pròpia) - Alexander Payne i Jim Taylor per Election (sobre hist. de Tom Perrotta) - Anthony Minghella per L'enginyós senyor Ripley (sobre hist. de Patricia Highsmith) - Frank Darabont per The Green Mile (sobre hist de Stephen King) - Michael Mann i Eric Roth per The Insider (sobre article periodístic de Marie Brenner)                       |
| Millor pel·lícula de parla no anglesa | |
| - Todo sobre mi madre de Pedro Almodóvar (Espanya) - Himalaya - l'enfance d'un chef d'Éric Valli (Nepal) - Est-Ouest de Régis Wargnier (França) - Solomon a Gaenor de Paul Morrison (Regne Unit) - Sota el sol de Colin Nutley (Suècia) | |
| Millor banda sonora | Millor cançó original |
| - John Corigliano per The Red Violin - Thomas Newman per American Beauty - John Williams per Angela's Ashes - Rachel Portman per The Cider House Rules - Gabriel Yared per L'enginyós senyor Ripley | - Phil Collins (música i lletra) per Tarzan ("You'll Be in My Heart") - Trey Parker i Marc Shaiman (música i lletra) per South Park: Bigger, Longer & Uncut ("Blame Canada") - Diane Warren (música i lletra) per Music of the Heart per ("Music of My Heart") - Aimee Mann (música i lletra) per Magnolia per ("Save Me") - Randy Newman (música i lletra) per Toy Story 2 ("When She Loved Me")          |
| Millor fotografia | Millor maquillatge |
| - Conrad L. Hall per American Beauty - Roger Pratt per El final de l'idil·li - Dante Spinotti per The Insider - Emmanuel Lubezki per Sleepy Hollow - Robert Richardson per Snow Falling on Cedars | - Christine Blundell i Trefor Proud per Topsy-Turvy - Michèle Burke i Mike Smithson per Austin Powers: L'espia que em va empaitar - Greg Cannom per L'home bicentenari - Rick Baker per Life |
| Millor direcció artística | Millor vestuari |
| - Rick Heinrichs; Peter Young per Sleepy Hollow - Luciana Arrighi; Ian Whittaker per Anna and the King - David Gropman; Beth Rubino per The Cider House Rules - Roy Walker; Bruno Cesari per L'enginyós senyor Ripley - Eve Stewart; John Bush per Topsy-Turvy | - Lindy Hemming per Topsy-Turvy - Jenny Beavan per Anna and the King - Gary Jones i Ann Roth per L'enginyós senyor Ripley - Colleen Atwood per Sleepy Hollow - Milena Canonero per Titus |
| Millor muntatge | Millor so |
| - Zach Staenberg per The Matrix - Tariq Anwar I Christopher Greenbury per American Beauty - Lisa Zeno Churgin per The Cider House Rules - William Goldenberg, Paul Rubell i David Rosenbloom per The Insider - Andrew Mondshein per The Sixth Sense | - John T. Reitz, Gregg Rudloff, David E. Campbell i David Lee per The Matrix - Robert J. Litt, Elliot Tyson, Michael Herbick i Willie D. Burton per The Green Mile - Andy Nelson, Doug Hemphill i Lee Orloff per The Insider - Leslie Shatz, Chris Carpenter, Rick Kline i Chris Munro per The Mummy - Gary Rydstrom, Tom Johnson, Shawn Murphy i John Midgley per Star Wars Episode I: The Phantom Menace |
| Millors efectes visuals | Millors efectes sonors |
| - John Gaeta, Janek Sirrs, Jon Thum i Steve Courtley per The Matrix - John Knoll, Dennis Muren, Scott Squires and Rob Coleman per Star Wars Episode I: The Phantom Menace - John Dykstra, Jerome Chen, Henry F. Anderson III i Eric Allard per Stuart Little | - Dane A. Davis per The Matrix - Ren Klyce i Richard Hymns per Fight Club - Ben Burtt i Tom Bellfort per Star Wars Episode I: The Phantom Menace |
| Millor documental | Millor curtmetratge documental |
| - One Day in September d'Arthur Cohn i Kevin Macdonald - Buena Vista Social Club de Wim Wenders i Ulrich Felsberg - Genghis Blues de Roko Belic i Adrian Belic - On the Ropesde Nanette Burstein i Brett Morgen - Speaking in Strings de Paola di Florio i Lilibet Foster | - King Gimp de Susan Hannah Hadary i William A. Whiteford - Eyewitness de Bert Van Bork - The Wildest Show in the South: The Angola Prison Rodeo de Simeon Soffer i Jonathan Stack |
| Millor curtmetratge | Millor curtmetratge d'animació |
| - My Mother Dreams the Satan's Disciples in New York de Barbara Schock i Tammy Tiehel - Bror, Min Bror de Henrik Ruben Genz and Michael W. Horsten - Killing Joe de Mehdi Norowzian i Steve Wax - Kleingeld de Marc-Andreas Bochert i Gabriele Lins - Major and Minor Miracles de Marcus Olsson | - The Old Man and the Sea d'Aleksandr Petrov - Humdrum de Peter Peake - My Grandmother Ironed the King's Shirts de Torill Kove - 3 Misses de Paul Driessen - When the Day Breaks de Wendy Tilby i Amanda Forbis |

## Premi Honorífic

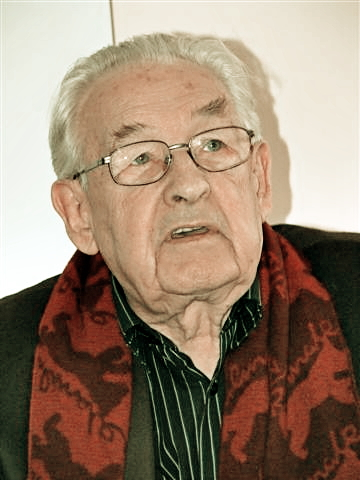
Andrzej Wajda el 2008.

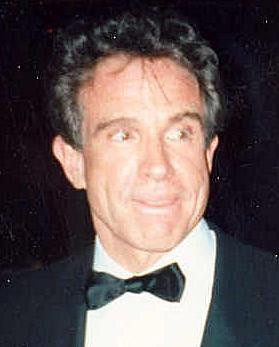
Warren Beatty el 1990.

- Andrzej Wajda - en reconeixement de cinc dècades d'extraordinària direcció de pel·lícules. [estatueta]

## Premi Irving G. Thalberg
- Warren Beatty

## Premi Gordon E. Sawyer
- Roderick T. Ryan

## Presentadors
| Nom                                                                                            |                                                                             |
| ---------------------------------------------------------------------------------------------- | --------------------------------------------------------------------------- |
| Peter Coyote                                                                                   | Anunciador dels premis                                                      |
| Robert Rehme (president AMPAS)                                                                 | Rebuda als presents a la cerimònia                                          |
| Drew Barrymore Cameron Diaz Lucy Liu                                                           | Millor vestuari                                                             |
| Haley Joel Osment                                                                              | Presentació del muntatge de tribut als actors infantils                     |
| Heather Graham Mike Myers                                                                      | Millor so                                                                   |
| Erykah Badu Tobey Maguire                                                                      | Millor maquillatge                                                          |
| Winona Ryder                                                                                   | Presentació del segment The Cider House Rules, nominada a millor pel·lícula |
| James Coburn                                                                                   | Millor actriu secundària                                                    |
| Morgan Freeman                                                                                 | Presentació del muntatge "200 milions d'anys d'història"                    |
| Cate Blanchett Jude Law                                                                        | Millor curtmetratge                                                         |
| Sheriff Woody (veu de Tom Hanks) Buzz Lightyear (veu de Tim Allen) Jessie (veu de Joan Cusack) | Millor curtmetratge d'animació                                              |
| Samuel L. Jackson                                                                              | Presentació del segment The Green Mile, nominada a millor pel·lícula        |
| LL Cool J Vanessa Williams                                                                     | Introducció a la interpretació de les nominades a millor cançó              |
| Cher                                                                                           | Millor cançó                                                                |
| Wes Bentley Thora Birch Mena Suvari                                                            | Millor curtmetratge documental                                              |
| Ethan Hawke Uma Thurman                                                                        | Millor documental                                                           |
| Angela Bassett                                                                                 | Presentació del segment The Sixth Sense, nominada a millor pel·lícula       |
| Judi Dench                                                                                     | Millor actor secundari                                                      |
| Jane Fonda                                                                                     | Premi Honorífic a Andrzej Wajda                                             |
| Chow Yun-fat                                                                                   | Millors efectes de so                                                       |
| Salma Hayek                                                                                    | Presentació dels Premis Científics i Tècnics i del Premi Goprdon E. Sawyer  |
| Arnold Schwarzenegger                                                                          | Millors efectes visuals                                                     |
| Diane Keaton                                                                                   | Presentació del segment American Beauty, nominada a millor pel·lícula       |
| Antonio Banderas Penélope Cruz                                                                 | Millor pel·lícula de parla no anglesa                                       |
| Keanu Reeves Charlize Theron                                                                   | Millor Banda Sonora                                                         |
| Edward Norton                                                                                  | Presentació del segment In Memoriam                                         |
| Russell Crowe Julianne Moore                                                                   | Millor direcció artística                                                   |
| Tommy Lee Jones Ashley Judd                                                                    | Millor muntatge                                                             |
| Jack Nicholson                                                                                 | Presentació del premi Irving G. Thalberg a Warren Beatty                    |
| Brad Pitt                                                                                      | Millor fotografia                                                           |
| Kevin Spacey                                                                                   | Millor guió adaptat                                                         |
| Mel Gibson                                                                                     | Millor guió original                                                        |
| Anjelica Huston                                                                                | Presentació del segment The Insider, nominada a millor pel·lícula           |
| Roberto Benigni                                                                                | Millor actriu                                                               |
| Gwyneth Paltrow                                                                                | Millor actor                                                                |
| Steven Spielberg                                                                               | Millor direcció                                                             |
| Clint Eastwood                                                                                 | Millor pel·lícula                                                           |

### Actuacions
| Nom                                                                                         | Paper                        | Peça |
| ------------------------------------------------------------------------------------------- | ---------------------------- | --- |
| Burt Bacharach Rob Shrock Don Was                                                           | Arranjador musical Conductor | Orquestra |
| Billy Crystal                                                                               | Presentador                  | Número inicial: The Green Mile (amb la melodia de "Green Acres") The Sixth Sense (amb la melodia de "People" de Funny Girl) The Insider (amb la melodia Vals del minut de Frédéric Chopin) The Cider House Rules (amb la melodia de "Mame" de Mame) American Beauty (amb la melodia de "The Lady Is a Tramp" de Els fills de la faràndula)                                                                                                  |
| Sarah McLachlan Randy Newman                                                                | Intèrprets                   | "When She Loved Me" de Toy Story 2 |
| Aimee Mann                                                                                  | Intèrpret                    | "Save Me" de Magnolia |
| Phil Collins                                                                                | Intèrpret                    | "You'll Be in My Heart" de Tarzan |
| Gloria Estefan NSYNC                                                                        | Intèrprets                   | "Music of My Heart" de Music of the Heart |
| Robin Williams                                                                              | Intèrpret                    | "Blame Canada" de South Park: Bigger, Longer, and Uncut |
| Garth Brooks Faith Hill Ray Charles Queen Latifah Isaac Hayes Burt Bacharach Dionne Warwick | Intèrprets                   | "Everybody's Talkin'" de Midnight Cowboy "Over the Rainbow" de El màgic d'Oz "Secret Love " de Jane Calamitat "The Man That Got Away" de A Star Is Born "I've Got You Under My Skin" de Born to Dance "All the Way" de The Joker Is Wild "Raindrops Keep Fallin' on My Head" de Butch Cassidy and the Sundance Kid "Theme from Shaf]" de Shaft "The Way We Were" de The Way We Were "When You Wish Upon a Star" de Pinotxo "Alfie" de Alfie |

## Múltiples nominacions i premis
| Premis | Pel·lícula                              |
| ------ | --------------------------------------- |
| 8      | American Beauty                         |
| 7      | The Cider House Rules                   |
| 7      | The Insider                             |
| 6      | The Sixth Sense                         |
| 5      | L'enginyós senyor Ripley                |
| 4      | The Green Mile                          |
| 4      | The Matrix                              |
| 4      | Topsy-Turvy                             |
| 3      | Being John Malkovich                    |
| 3      | Magnolia                                |
| 3      | Sleepy Hollow                           |
| 3      | Star Wars Episode I: The Phantom Menace |
| 2      | Acords i desacords                      |
| 2      | Anna and the King                       |
| 2      | Boys Don't Cry                          |
| 2      | El final de l'idil·li                   |
| 2      | Music of the Heart                      |

| Premis | Pel·lícula            |
| ------ | --------------------- |
| 5      | American Beauty       |
| 4      | The Matrix            |
| 2      | The Cider House Rules |
| 2      | Topsy-Turvy           |